# مجاعشه (روستا)
 مجاعشه  به عربی ( الُمجاعشة  )، روستایی است در دهستان المُقَبَنَة از توابع استان حضرموت در کشور یمن در شبه جزیره عربستان.

## جمعیت
جمعیت آن ( ۷۷ ) نفر ( ۵ خانوار) می‌باشد.